# Jeremias Meyer
Jeremias Meyer (* 30. September 1999 in München) ist ein deutscher Filmschauspieler.

## Leben
Jeremias Meyer wurde 1999 in München geboren. Seine Schauspielkarriere begann er bereits als Kind in einer Werbung für Nintendo. Den ersten Auftritt in einer Fernsehserie hatte er im Jahr 2010 in einer Folge von Der Bergdoktor. Mit der Rolle des Jacob Barton in der Fantasy-Komödie Die Vampirschwestern von Wolfgang Groos war Meyer 2012 erstmals in einem Kinofilm zu sehen. Dieselbe Figur spielte er auch in den Fortsetzungen Die Vampirschwestern 2 – Fledermäuse im Bauch und Die Vampirschwestern 3 – Reise nach Transsilvanien. Im Jahr 2017 spielte er in dem Fernsehfilm Das Leben danach Jasper, wofür er als Bester Nachwuchsschauspieler für den Günter-Strack-Fernsehpreis nominiert wurde. Im darauffolgenden Jahr spielte er in dem Fernsehfilm Winterherz – Tod in einer kalten Nacht von Johannes Fabrick in einer Hauptrolle Finn. In der Fernsehserie Wir Kinder vom Bahnhof Zoo von 2021 war Meyer an der Seite von Jana McKinnon als deren bester Freund Axel zu sehen. In der Fantasyserie Der Greif, basierend auf dem gleichnamigen Roman von Wolfgang Hohlbein, spielte er 2023 neben Lea Drinda und Zoran Pingel in einer Hauptrolle Mark. 2024 war er als Frederick in der Komödie Sonnenplätze von Aaron Arens in den Kinos zu sehen. Im 2025 veröffentlichten Roadmovie Callas, Darling von Julia Windischbauer und der TV-Serie Tschappel spielte er jeweils eine Hauptrolle.

## Filmografie
- 2012: Die Vampirschwestern
- 2014: Die Vampirschwestern 2 – Fledermäuse im Bauch
- 2016: Die Vampirschwestern 3 – Reise nach Transsilvanien
- 2017: Das Leben danach
- 2018: Winterherz – Tod in einer kalten Nacht
- 2018: Pygmalion (Kurzfilm)
- 2021: Wir Kinder vom Bahnhof Zoo (Fernsehserie)
- 2022: Almost Home (Kurzfilm)
- 2023: Der Greif (Fernsehserie)
- 2024: Sonnenplätze
- 2025: Callas, Darling
- 2025: Tschappel (Fernsehserie)
- 2025: Tatort: Mike & Nisha

## Auszeichnungen
Günter-Strack-Fernsehpreis
- 2018: Nominierung als Bester Nachwuchsschauspieler (Das Leben danach)